# Красноярское сельское поселение (Мордовия)
Красноя́рское се́льское поселе́ние — упразднённое муниципальное образование в Теньгушевском районе Республики Мордовия.
В 2018 году законом от 17 мая 2018 года N 50-З, Красноярское сельское поселение и сельсовет были упразднены, а входившие в их состав населённые пункты были включены в состав Теньгушевского сельского поселения и сельсовета с административным центром в селе Теньгушево.
В состав поселения входят:
- деревня Красный Яр — административный центр поселения,
- деревня Телимерки,
- посёлок Берёзово.